# Alleyrac
Alleyrac ist eine französische Gemeinde mit 118 Einwohnern (Stand: 1. Januar 2022) im Département Haute-Loire in der Region Auvergne-Rhône-Alpes (vor 2016 Auvergne); sie gehört zum Arrondissement Le Puy-en-Velay und zum Kanton Mézenc. Die Einwohner werden Alleyracois genannt.

## Geografie
Die Gemeinde Alleyrac liegt im Zentralmassiv, etwa 20 Kilometer südsüdöstlich von Le Puy-en-Velay. Umgeben wird Alleyrac von den Nachbargemeinden Le Monastier-sur-Gazeille im Norden, Présailles im Osten, Salettes im Süden sowie Saint-Martin-de-Fugères im Westen.

## Bevölkerungsentwicklung
| Jahr                       | 1962 | 1968 | 1975 | 1982 | 1990 | 1999 | 2006 | 2011 | 2020 |
| Einwohner                  | 307  | 264  | 206  | 165  | 129  | 118  | 121  | 120  | 119  |
| Quellen: Cassini und INSEE |      |      |      |      |      |      |      |      |      |

## Sehenswürdigkeiten
- Kirche Saint-Martin, Monument historique seit 1932
- Flurkreuz

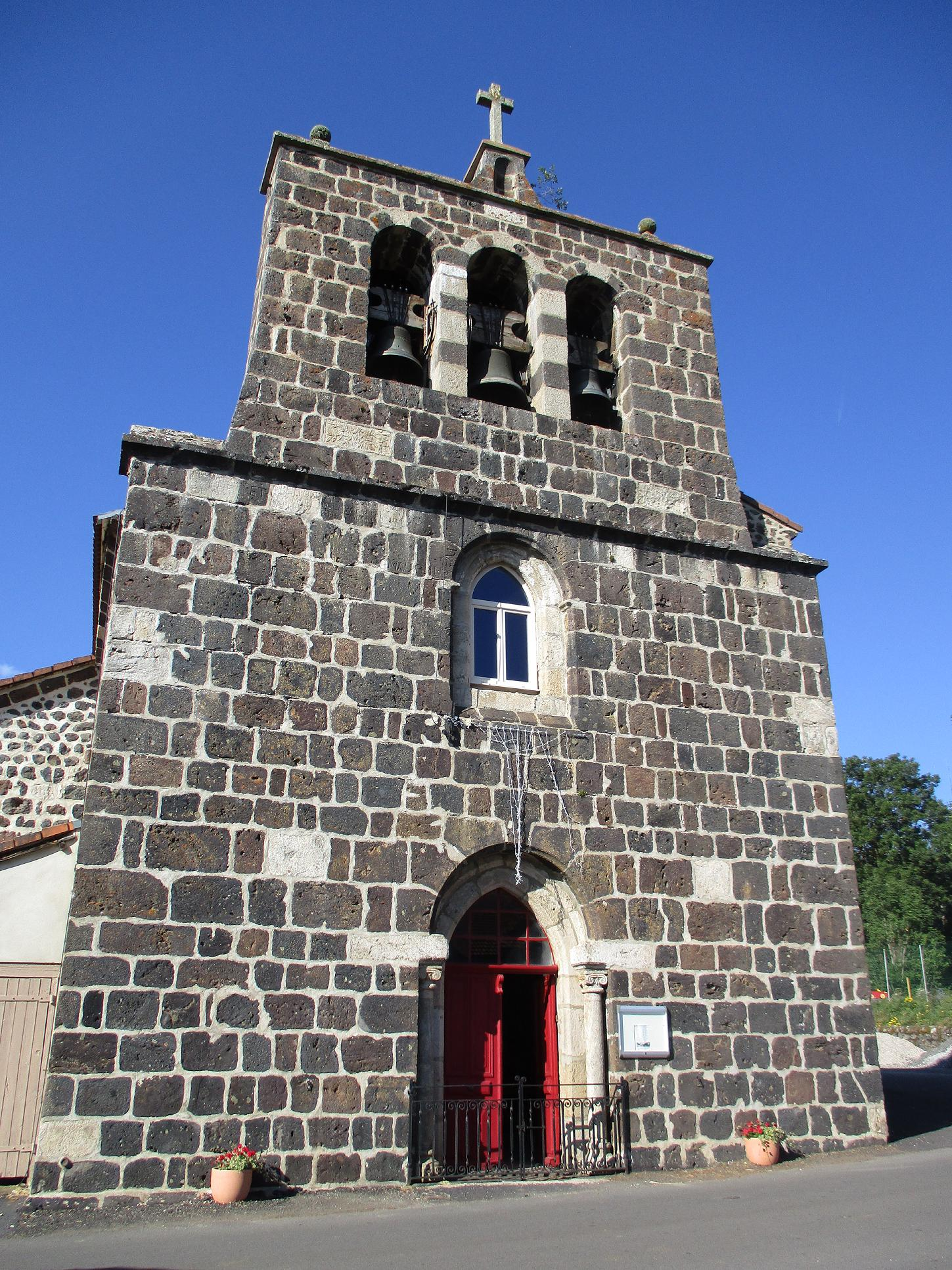
Kirche Saint-Martin
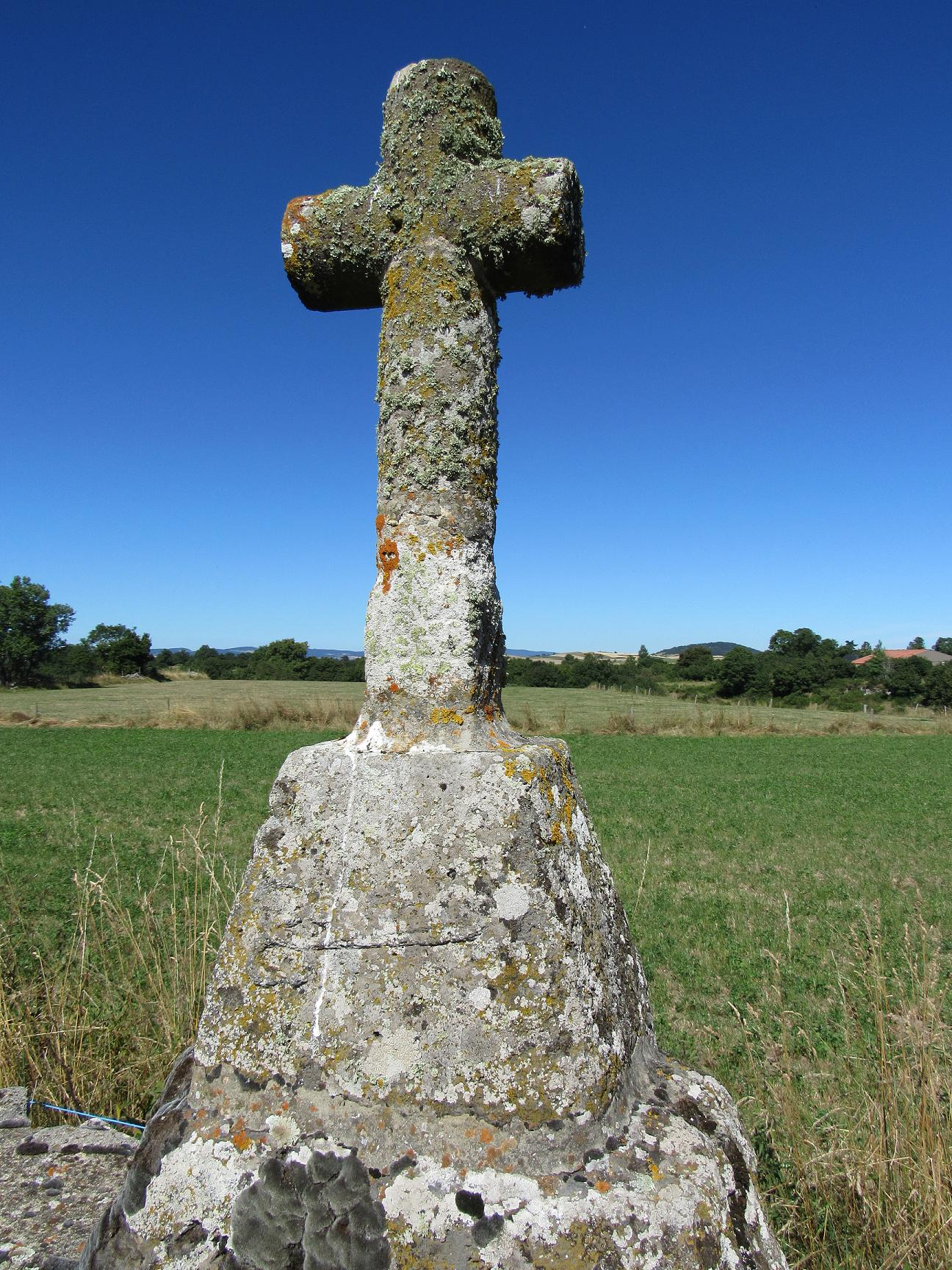
Flurkreuz